# Саут-Мангайм Тауншип (округ Скайлкілл, Пенсільванія)
Саут-Мангайм Тауншип (англ. South Manheim Township) — селище (англ. township) в США, в окрузі Скайлкілл штату Пенсільванія. Населення — 2723 особи (2020).

## Демографія
Згідно з переписом 2010 року, у селищі мешкало 2507 осіб у 963 домогосподарствах у складі 768 родин. Було 1156 помешкань
Расовий склад населення:
| - 98,0 % — білих - 0,7 % — чорних або афроамериканців - 0,4 % — азіатів |

До двох чи більше рас належало 0,4 %. Частка іспаномовних становила 1,1 % від усіх жителів.
За віковим діапазоном населення розподілялося таким чином: 22,3 % — особи молодші 18 років, 62,8 % — особи у віці 18—64 років, 14,9 % — особи у віці 65 років та старші. Медіана віку мешканця становила 43,3 року. На 100 осіб жіночої статі у селищі припадало 99,6 чоловіків;  на 100 жінок у віці від 18 років та старших — 97,1 чоловіків також старших 18 років.
Середній дохід на одне домашнє господарство  становив 73 824 долари США (медіана — 65 000), а середній дохід на одну сім'ю — 81 129 доларів (медіана — 72 375). Медіана доходів становила 51 595 доларів для чоловіків та 41 250 доларів для жінок. За межею бідності перебувало 5,3 % осіб, у тому числі 7,6 % дітей у віці до 18 років та 7,6 % осіб у віці 65 років та старших.
Цивільне працевлаштоване населення становило 1345 осіб. Основні галузі зайнятості: виробництво — 22,0 %, освіта, охорона здоров'я та соціальна допомога — 20,4 %, роздрібна торгівля — 10,6 %, транспорт — 9,4 %.